# Hugo Fernández Martínez
Hugo Fernández Fernández (Ñemby, Paraguay; 2 de diciembre de 1997) es un futbolista paraguayo. Juega como extremo y su equipo actual es el Club Libertad De la Primera División de Paraguay.

## Clubes
| Club          | País     | Año   |
| ------------- | -------- | ----- |
| Club Libertad | Paraguay | 2018- |

## Estadísticas

### Clubes
Actualizado al 5 de octubre de 2020.
| Club                  | Div           | Temporada     | Liga  | Liga  | Liga   | Copas nacionales(1) | Copas nacionales(1) | Copas nacionales(1) | Torneos internacionales(2) | Torneos internacionales(2) | Torneos internacionales(2) | Total | Total | Total  |  |
| Club                  | Div           | Temporada     | Part. | Goles | Asist. | Part.               | Goles               | Asist.              | Part.                      | Goles                      | Asist.                     | Part. | Goles | Asist. |  |
| --------------------- | ------------- | ------------- | ----- | ----- | ------ | ------------------- | ------------------- | ------------------- | -------------------------- | -------------------------- | -------------------------- | ----- | ----- | ------ |  |
| Club Olimpia Paraguay | 1.ª           | 2018          | 19    | 0     | 2      | 0                   | 0                   | 0                   | 0                          | 0                          | 0                          | 19    | 0     | 2      |  |
| Club Olimpia Paraguay | 1.ª           | 2019          | 19    | 2     | 6      | 2                   | 0                   | 1                   | 0                          | 0                          | 0                          | 21    | 2     | 7      |  |
| Club Olimpia Paraguay | 1.ª           | 2020          | 12    | 3     | 4      | 0                   | 0                   | 0                   | 1                          | 0                          | 0                          | 13    | 3     | 4      |  |
| Club Olimpia Paraguay | Total club    | Total club    | 50    | 5     | 12     | 2                   | 0                   | 1                   | 1                          | 0                          | 0                          | 53    | 5     | 13     |  |
| Total carrera         | Total carrera | Total carrera | 50    | 2     | 12     | 2                   | 0                   | 1                   | 1                          | 0                          | 0                          | 53    | 5     | 13     |  |

## Palmarés

### Campeonatos nacionales
| Título          | Club         | País     | Año  |
| --------------- | ------------ | -------- | ---- |
| Torneo Apertura | Club Olimpia | Paraguay | 2018 |
| Torneo Clausura | Club Olimpia | Paraguay | 2018 |
| Torneo Apertura | Club Olimpia | Paraguay | 2019 |
| Torneo Clausura | Club Olimpia | Paraguay | 2019 |
| Torneo Clausura | Club Olimpia | Paraguay | 2020 |
| Torneo Clausura | Club Olimpia | Paraguay | 2022 |